# KylieFever2002
KylieFever2002 (također poznata i kao Fever Tour 2002) svjetska je koncertna turneja od Kylie Minogue koja promovira njen 8. studijski album Fever. Koncertna je turneja održana 2002. godine. 

## Pozadina
Minogue je na turneju uložila najviše produkcije ikad. Album i njegovi spotovi bili su pogodni da osiguraju i inspiriraju mnogo postavki pozornice i promjena kostima. Turneja je imala mnogo veći profit od prošlih zbog uspjeha albuma i njegovih singlova. Zbog porasta zarade postavke pozornice postale su veličanstvenije. Pozornica je imala dva stepeništa i pet projekcijskih ekrana koji su korišteni da dočaraju različite teme koncerata. 
Kostime za koncertne za Minogue ekskluzivno su dizajnirali talijanski dizajneri Dolce & Gabbana. Koreograf turneje bio je Rafael Bonachela.
FeverTour2002 prva je Minogueina turneja sa službenim sponzorima, koji su bili Evian i Vodafone.  Na svakom od britanskih koncerata, Evian je davao besplatne boce vode, a na pakovanju je umjesto Evianovog loga pisalo 'Kylie'. Boce su također bile označene riječima: "Evian - Kylie's official thirst quencher for the 2002 Fever Tour". (Evian – Kylien službeni gasilac žeđi za Fever turneju 2002. godine)
Usprkos glasinama za sjevernoameričku etapu planovi se nikad nisu razvili zbog Minogueinog statusa u toj regiji. Iako je Fever do danas Minoguein najprodavaniji album u SAD-u neizvjesno je da bi Minogue mogla da popuni arene u SAD-u (koje imaju kapacitet za od 19 do 25 tisuća ljudi), a Minogue nije htjela održavati koncerte za manje arene. Kako god, Minogue je održala turneju po SAD-u s Jingle Ballom, nekoliko koncerata koje su producirali KIIS-FM. 2010. godine održala je turneju For You, For Me Tour samo za Sjevernu Ameriku.
Specijalni web odljev koncerta u Manchesterovoj areni MEN Arena prikazivao ju je ekskluzivno uživo na MNS UK za obožavatelje diljem svijeta.

## Red izvođenja
Akt 1: Silvanemesis
- Uvod: "The Sound of Music"
- "Come Into My World"
- "Shocked"
- "Love at First Sight"
- "Fever"

Akt 2: Droogie Nights
- "Spinning Around"

Akt 3: The Crying Game
- "Crying Game Medley": 
  - "Where Is the Feeling?"/"The Crying Game"/"Put Yourself In My Place"/"Finer Feelings"/"Dangerous Game"

Akt 4: Street Style
- "GBI: German Bold Italic" (video prekid)
- "Confide in Me"
- "Cowboy Style" (sadrži elemente iz pjesme "Double Dutch Bus" zajedno s izvodima iz pjesme "The Real Slim Shady")
- "Kids"

Akt 5: Sex In Venice
- On a Night Like This"
- The Loco-Motion"
- "Latin Medley": "In Your Eyes"/"Please Stay"/"The Rhythm of the Night"

Akt 6: Cybertronica
- "Limbo"
- "Light Years/I Feel Love"
- "I Should Be So Lucky" (sadrži izvode iz pjesme "Dreams")

Akt 7: VoodooInferno
- "Burning Up"
- "Better the Devil You Know"

Encore
- "Can't Get Blue Monday Out Of My Head"

## Datumi koncerata
| Datum              | Grad       | Država                 | Arena                                     |
| ------------------ | ---------- | ---------------------- | ----------------------------------------- |
| Europa             |            |                        |                                           |
| 26. travnja 2002.  | Cardiff    | Ujedinjeno Kraljevstvo | Cardiff International Arena               |
| 27. travnja 2002.  | Cardiff    | Ujedinjeno Kraljevstvo | Cardiff International Arena               |
| 28. travnja 2002.  | Cardiff    | Ujedinjeno Kraljevstvo | Cardiff International Arena               |
| 29. travnja 2002.  | Cardiff    | Ujedinjeno Kraljevstvo | Cardiff International Arena               |
| 1. svibnja 2002.   | Manchester | Ujedinjeno Kraljevstvo | Manchester Evening News Arena             |
| 2. svibnja 2002.   | Manchester | Ujedinjeno Kraljevstvo | Manchester Evening News Arena             |
| 3. svibnja 2002.   | Manchester | Ujedinjeno Kraljevstvo | Manchester Evening News Arena             |
| 4. svibnja 2002.   | Manchester | Ujedinjeno Kraljevstvo | Manchester Evening News Arena             |
| 6. svibnja 2002.   | Birmingham | Ujedinjeno Kraljevstvo | National Exhibition Centre                |
| 7. svibnja 2002.   | Birmingham | Ujedinjeno Kraljevstvo | National Exhibition Centre                |
| 8. svibnja 2002.   | Birmingham | Ujedinjeno Kraljevstvo | National Exhibition Centre                |
| 9. svibnja 2002.   | Birmingham | Ujedinjeno Kraljevstvo | National Exhibition Centre                |
| 11. svibnja 2002.  | Manchester | Ujedinjeno Kraljevstvo | Manchester Evening News Arena             |
| 12. svibnja 2002.  | Manchester | Ujedinjeno Kraljevstvo | Manchester Evening News Arena             |
| 14. svibnja 2002.  | Sheffield  | Ujedinjeno Kraljevstvo | Sheffield Arena                           |
| 15. svibnja 2002.  | Sheffield  | Ujedinjeno Kraljevstvo | Sheffield Arena                           |
| 17. svibnja 2002.  | Glasgow    | Ujedinjeno Kraljevstvo | Scottish Exhibition and Conference Centre |
| 18. svibnja 2002.  | Glasgow    | Ujedinjeno Kraljevstvo | Scottish Exhibition and Conference Centre |
| 19. svibnja 2002.  | Glasgow    | Ujedinjeno Kraljevstvo | Scottish Exhibition and Conference Centre |
| 21. svibnja 2002.  | Newcastle  | Ujedinjeno Kraljevstvo | Telwest Arena                             |
| 22. svibnja 2002.  | Newcastle  | Ujedinjeno Kraljevstvo | Telwest Arena                             |
| 24. svibnja 2002.  | London     | Ujedinjeno Kraljevstvo | Wembley Arena                             |
| 25. svibnja 2002.  | London     | Ujedinjeno Kraljevstvo | Wembley Arena                             |
| 26. svibnja 2002.  | London     | Ujedinjeno Kraljevstvo | Wembley Arena                             |
| 27. svibnja 2002.  | London     | Ujedinjeno Kraljevstvo | Wembley Arena                             |
| 30. svibnja 2002.  | Stockholm  | Švedska                | Hovet                                     |
| 31. svibnja 2002.  | Oslo       | Norveška               | Oslo Spectrum                             |
| 1. lipnja 2002.    | Copenhagen | Danska                 | Forum Copenhagen                          |
| 3. lipnja 2002.    | München    | Njemačka               | Olympiahalle                              |
| 4. lipnja 2002.    | Beč        | Austrija               | Gasometer                                 |
| 6. lipnja 2002.    | Zürich     | Švicarska              | Hallenstadion                             |
| 8. lipnja 2002.    | Berlin     | Njemačka               | Velodrom                                  |
| 9. lipnja 2002.    | Hamburg    | Njemačka               | Alsterdorfer Sporthalle                   |
| 11. lipnja 2002.   | Frankfurt  | Njemačka               | Festhalle                                 |
| 12. lipnja 2002.   | Rotterdam  | Nizozemska             | The Ahoy                                  |
| 13. lipnja 2002.   | Oberhausen | Njemačka               | Arena Oberhausen                          |
| 15. lipnja 2002.   | Pariz      | Francuska              | Palais Omnisports de Paris-Bercy          |
| 18. lipnja 2002.   | Milan      | Italija                | Fila Forum                                |
| Australija         |            |                        |                                           |
| 2 kolovoza 2002.   | Sydney     | Australija             | Sydney Entertainment Centre               |
| 3. kolovoza 2002.  | Sydney     | Australija             | Sydney Entertainment Centre               |
| 4. kolovoza 2002.  | Sydney     | Australija             | Sydney Entertainment Centre               |
| 6. kolovoza 2002.  | Sydney     | Australija             | Sydney Entertainment Centre               |
| 7. kolovoza 2002.  | Sydney     | Australija             | Sydney Entertainment Centre               |
| 8. kolovoza 2002.  | Sydney     | Australija             | Sydney Entertainment Centre               |
| 11. kolovoza 2002. | Melbourne  | Australija             | Rod Laver Arena                           |
| 12. kolovoza 2002. | Melbourne  | Australija             | Rod Laver Arena                           |
| 14. kolovoza 2002. | Melbourne  | Australija             | Rod Laver Arena                           |
| 15. kolovoza 2002. | Melbourne  | Australija             | Rod Laver Arena                           |
| 16. kolovoza 2002. | Melbourne  | Australija             | Rod Laver Arena                           |

## Impresum
Glavni producenti: Kylie Minogue, Bill Lord i Terry Blamey 
Menadžment: Terry Blamey

Glazbeni direktor: Andrew Small

Kreativni direktori: William Baker i Alan McDonald

Glazbeni producent: Steve Anderson

Menadžer turneje: Sean Fitzpatrick

Menadžer prudukcije turneje: Steve Martin

Dizajner osvjetljenja: Vince Foster

Redatelj koncertnih videa: Chris Keating

Koreograf: Rafael Bonacela

Pomoćni koreograf: Amy Hollingsworth

Kostimi: Dolce & Gabbana

## Prateći sastav
Klavijature: Steve Turner

Bas: Chris Brown

Gitara: James Hayto

Bubnjevi: Andrew Small

Prateći vokali: Lurine Cato i Sherina White

Gramofoni: DJ Ziggy

Akrobat: Terry Kvasnik

Plesači: Pia Driver, Patti Hines, Milena Mancini, Alec Mann, Jason Piper, Adam Pudney, Emma Ribbing, Alicia Herrero Simon, Andile E Sotiya, Melanie Teall i Rod Buchanan

## Vanjske poveznice
- "2002. KylieFever"  Arhivirana inačica izvorne stranice od 12. lipnja 2008. (Wayback Machine)
- Kylie Minogue važnije koncertne turneje-Dio 4 - Fever Tour 2002  Arhivirana inačica izvorne stranice od 23. srpnja 2008. (Wayback Machine)